# Barići (Teslić)
Pour les articles homonymes, voir Barići.
Barići (en serbe cyrillique : Барићи) est un village de Bosnie-Herzégovine. Il est situé dans la municipalité de Teslić et dans la république serbe de Bosnie. Selon les premiers résultats du recensement bosnien de 2013, il compte 1 444 habitants.

## Démographie

### Évolution historique de la population dans la localité
| 1948 | 1953 | 1961 | 1971 | 1981  | 1991  | 2013  |
| ---- | ---- | ---- | ---- | ----- | ----- | ----- |
| -    | -    | 758  | 946  | 1 013 | 1 151 | 1 444 |

|  |

### Communauté locale
En 1991, la communauté locale de Barići comptait 1 550 habitants, répartis de la manière suivante.